# Emma Stern
Emma Stern (* 13. März 1878 in Sankt Wendel; † 4. März 1969 in Paris) war eine deutsche Malerin.

## Leben
Emma Stern wurde 1878 als Tochter des jüdischen Kaufmanns Samuel Daniel (1828–1898) und dessen Ehefrau Barbara Babette (geb. August; 1833–1882) geboren. Die Eltern führten in Sankt Wendel ein Textilgeschäft. Im Jahr 1896 heiratete sie den Kaufmann Isaak Julius Stern (1870–1920) und eröffnete mit ihm 1898 in Lebach eine Filiale des väterlichen Geschäfts. Nach dem frühen Tod ihres Mannes führte sie das Geschäft ab 1920 zunächst allein, dann mit ihren Kindern Kurt Siegfried (1900–1988), Paul Jakob (1902–1944) und Ruth Susanne (1908–1988) weiter. Die jüngste Tochter Betty Melanie Stern (* 1899) war schon 1911 gestorben.
Bei der Saarabstimmung 1935 setzte sich die Familie gegen einen Anschluss an das nationalsozialistische Deutsche Reich und für den Status quo ein. Nach dem Anschluss des Saargebietes an das Deutsche Reich flüchtete Stern aus Sorge vor Verfolgung mit ihrem Sohn Paul mit gefälschten Pässen zur Tochter Ruth nach Paris. Der Sohn Kurt wanderte mit seiner Frau nach Haifa aus.
Unter dem Namen Sels lebte Stern in der französischen Hauptstadt unentdeckt. Ruth und Paul wurden jedoch enttarnt, verhaftet und deportiert. Beiden gelang aber die Flucht. Paul Stern wurde allerdings am 28. September 1943 in Paris bei einer Razzia erneut verhaftet, am 31. Juli 1944 nach Auschwitz deportiert und ermordet.
Emma Stern überlebte den Zweiten Weltkrieg und blieb in Paris, wo sie im Viertel Montmartre lebte. Im Jahr 1948 begann sie im Alter von 70 Jahren zu malen. Bestärkt hatte sie ihre Tochter Ruth, die Kunst studiert hatte. Dank der Unterstützung durch den Maler Jean Dubuffet durfte sie 1953 in der Galerie René Drouin in Paris ausstellen. Schnell fand sie Anerkennung. Ihre Bilder wurden regelmäßig in nationalen und internationalen Galerien gezeigt, unter anderem bei Bossano, Charpentier und Delpire in Paris und bei Aenne Abels in Köln. Darüber hinaus nahm sie an mehreren institutionellen Gruppenausstellungen teil, unter anderem in Mannheim, München und Zürich. Als Zeichen der Wertschätzung erhielt sie in Anlehnung an die naive Malerin Grandma Moses den Beinamen „Grandma Stern du Montparnasse“. Im Jahr 1963 drehte die Filmemacherin Liliane de Kermadec den Dokumentarfilm Le Temps d’Emma.
Emma Stern starb 1969 in Paris und wurde auf dem Cimetière du Père-Lachaise bestattet.
Einige ihrer Arbeiten sind in der Sammlung Zander vertreten.

## Werk (Auswahl)
Emma Stern malte Landschaften, Stillleben und Alltagsszenen. Anfangs noch traditionell wurde ihr Pinselstrich bald spontaner und freier, die Bildelemente lösen sich auf und verschmelzen miteinander. Die farbliche Gestaltung wandelt sich von gedämpften Farben zu einer intensiveren und dynamischeren Farbgebung, die an fauvistische Malerei erinnern. Sie malte Stillleben, ländliche Szenen, aber auch Fantasielandschaften und verträumt wirkende Gärten. Neben den heiteren Arbeiten klingen aber immer wieder auch ernste Themen an. In ihren Werken verarbeitete Stern auch Schicksalsschläge wie die Flucht aus Deutschland und den Verlust des Sohnes. Sie malte den Exodus deutscher Juden aus Frankreich nach Spanien, schuf aber auch einsame Landschaften und melancholische Motive.

## Ausstellungen
- 1955: Museum Morsbroich, Leverkusen
- 1969: Triennale Bratislava
- 1974/75: Haus der Kunst, München
- 1975: Kunsthaus Zürich
- 1976: Galerie Charlotte, München
- 1978: Clemens Sels Museum Neuss
- 1981: Stadtgalerie Saarbrücken
- 1987: Charlotte Galerie für Naive Kunst und Art Brut, München
- 1990: Charlotte Galerie für Naive Kunst und Art Brut, München
- 2009: Clemens Sels Museum Neuss
- 2023: Musée d’Art naïf et d’Arts singuliers, Laval

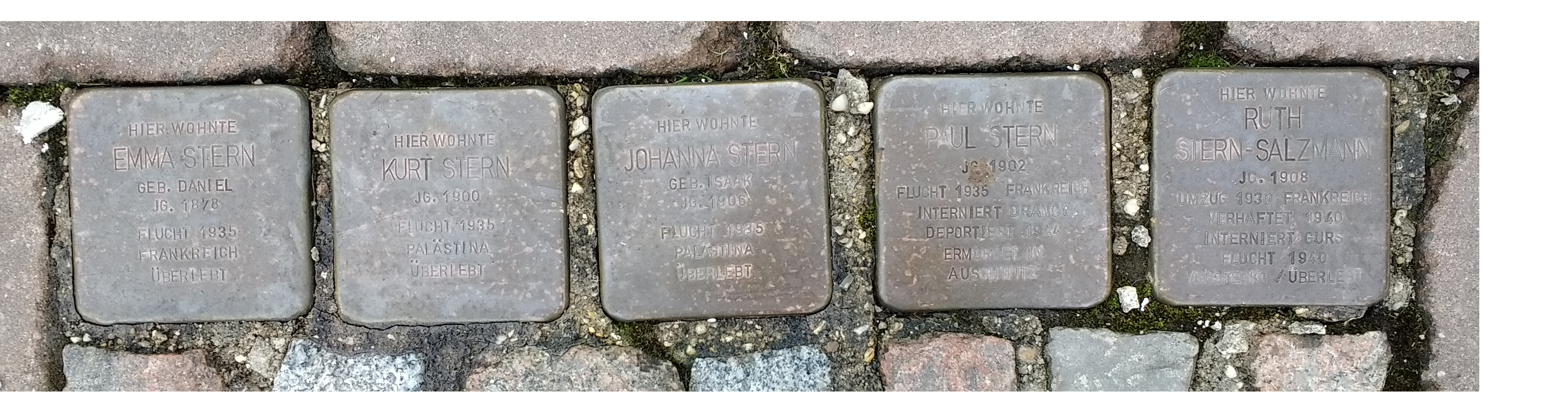
Stolpersteine für die Familie Stern

- 2024/25: Sammlung Zander, Köln
- 2025: Clemens Sels Museum Neuss

## Gedenken
Für Emma Stern und ihre Familie wurden am 29. August 2013 in Lebach Stolpersteine vom Künstler Gunter Demnig verlegt.